# 埃爾卡門縣

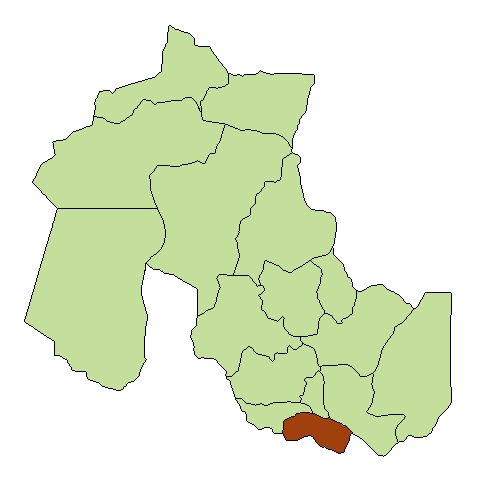

埃爾卡門縣（西班牙語：Departamento El Carmen），是阿根廷的縣份，位於該國西北部胡胡伊省，首府設於埃爾卡門，始建於1899年11月26日，面積912平方公里，2010年人口97,039，人口密度每平方公里106.4人。
24°23′23″S 65°15′42″W / 24.38972°S 65.26167°W